# Teucholabis miniata
Teucholabis miniata är en tvåvingeart som beskrevs av Alexander 1930. Teucholabis miniata ingår i släktet Teucholabis och familjen småharkrankar.
Artens utbredningsområde är Panama. Inga underarter finns listade i Catalogue of Life.